# ドラえもんのひみつ道具 (うな-うん)
ドラえもんのひみつ道具 (うな-うん) では、藤子・F・不二雄の漫画『ドラえもん』、『大長編ドラえもん』(VOL.1〜17)、藤子・F・不二雄のその他の著作に登場するひみつ道具のうち、読みが「うな」で始まるものから「うん」で始まるものまでを列挙する。

## ウマタケ
声 - 不明（1979.4）→五島慎（2011.10-）、勝杏里（2016.1）
ウマタケは、「走れ! ウマタケ」（てんとう虫コミックス第1巻に収録）に登場する。
22世紀の科学者が人工的にウマと竹を掛け合わせて作った生物。外見は1本の竹のようだが、上端にはウマの頭部、下端にはウマの蹄があり、竹馬の足踏みらしきものもある。ドラえもんがポケットから出したものではなく、竹馬に乗れないのび太にねだられて未来の世界から連れてきた。
極めてプライドが高い性格で機嫌が変わりやすく、機嫌が悪くなると「ブルルルル!」などと鳴き声を上げて暴れ回る。乗る場合、綺麗な靴下（アニメ版では綺麗な靴）を履き、にんじんで機嫌をとり、「オーラ、オーラ」と言って優しくなだめながら乗らなければならない。
以上のように機嫌を取ることが難しいものの、うまく乗りこなせれば相当なスピードで走ることができ、屋根から屋根へと飛び移るなど曲芸じみた乗り方までできる。乗り終わったら水を飲ませておかねばならない。また、生き物なのでフン（馬糞）もする。
メスウマタケ
声 - 西村ちなみ
テレビアニメ版「走れ!ウマタケ」（2011年10月21日放送）に登場する。外見はピンクになっており、おちょぼ口には口紅を塗ったりなど化粧をしている。ウマタケ同様プライドが高くかつ繊細な性格で、女性の扱いに無頓着だったのび太はメスウマタケを怒らせてしまっている。なお、ウマタケはこのメスウマタケに惚れてしまい、一緒にどこかに逃げてしまった（ウマタケの性格に呆れているドラえもんは追いかけようともしなかった）。
ジャージャーウマタケ
Dr.ハインナインの道具。『ドラえもん なぜなに探検隊』に登場する。その名の通り通常のウマタケ以上にじゃじゃ馬で気性が荒く、鼻息を噴出させたり、馬糞を撒き散らしたりする。納豆が好物。

## ウラオモテックス
ウラオモテックスは、「ウラオモテックス」（てんとう虫コミックス第12巻に収録）、「グンニャリジャイアン」（てんとう虫コミックス第29巻に収録）登場する。
トランプ大の大きさで格子模様が描かれたステッカー。この道具を体に貼られると、貼られた相手は普段影でコソコソやっていたことを堂々とやりだしたり、普段隠していた本音を堂々と言い出したりしてしまう。
作中では、おべっかで他人にご機嫌を取り、裏で陰口や悪事をしていた（しかもその一つを真似したのび太が捕まると、余罪も彼に着せた）スネ夫を懲らしめる為に使用。この道具を貼られたスネ夫は薔薇の持ち主の前で庭に咲いている薔薇を大量に盗み出し、その薔薇をしずかにあげて「毎日薔薇をあげているんだから宿題を見せるぐらい嫌な顔をするな」と文句を言い、ジャイアンに「馬鹿のご機嫌を取るのも楽じゃない」「下手くそな歌」「耳が腐る」と愚痴をこぼし、スネ夫は皆の怒りを買ってしまい、ジャイアンにボコボコに殴られた。
いつも褒めていた玉子にも、「小じわが増えてる」「出来の悪い息子を持ってると苦労しますねぇ」とはっきり言ってしまう。それを聞いた玉子は、本当のことであるため言い返せず、元凶であるのび太に当たりちらしていた。
テレビアニメ第2作第2期では、犬を飼っている家の庭を素通りしている描写が追加されており、犬はスネ夫が素通りしていた事を知っていたが、スネ夫に餌付けされていた為、黙っていた。また、スネ夫から取り外した後、居間のテーブルの上に置きっぱなしにしていたところを出勤前ののび助の服に付いてしまった。この道具を貼られたのび助は取引先の会社の家賃を気にしたり、取引相手の社長が輸入した高級紅茶が安物である事に気づいたりする等、課長を困惑させたが取引相手の会社の社長がその紅茶を飲むと本当に高級ではなく、安物の紅茶であった事が判明したため紅茶の輸入を中止し、のび助に感謝した。

## ウラシマキャンデー
ウラシマキャンデーは、「ウラシマキャンデー」（てんとう虫コミックス第9巻に収録）に登場する。
ドラミが出した道具。浦島太郎の玉手箱の様な箱に入っている。舐めると何か行動する度に誰かに感謝され、浦島太郎が受けた恩返しのようになにかしらのお礼が貰える。ただし、時に過剰反応されることもあり、必要以上やありがた迷惑な軟禁状態にされる恩返しまでされることもある。
行動して感謝される相手は人間に限らず、作中ではイヌ、ネコ、ゴキブリに対しても効果を発揮していた。

## 裏たなばたロケット
裏たなばたロケット（うらたなばたロケット）は、「ねがい七夕ロケット」（ぴっかぴかコミックス14巻に収録、藤子・F・不二雄大全集第16巻に収録）に登場する。
「ねがい七夕ロケット」の姉妹品。笹の形をしたロケットで、このロケットに願い事を書いた短冊を吊り下げて打ち上げると、書いた願い事と反対の願いがかなう（例として「小遣いをなくしたい」と書けば、小遣いが手に入る）。なお、他人の願いをかなえることも可能。一度打ち上げてしまうとその願い事が1年間続く（「裏」の場合は逆の効果）が、ささやかな願いを叶えるための試供の短冊も付いている（この場合吊るすだけで打ち上げる必要はない）。

## うらないカードボックス
うらないカードボックス（うらないカードボックス）は、「うらないカードボックス」（てんとう虫コミックススペシャル『ドラえもんカラー作品集』第2巻に収録）に登場する。
占いたいことを口に出しながらこの箱を振ると、3枚のカードが出てくる。そのカードにはこれから起きる事象を抽象的に表したイラストが描かれている。その3つの絵を解釈することで、自分の運命を知ることができる（ただしその絵の解釈はかなりこじつけが強い）。

## ウラメシズキン
ウラメシズキンは、「ウラメシズキン」（てんとう虫コミックス『ドラえもんプラス』第4巻に収録）に登場する。
怨みの心で幽霊を作り出す道具。日本古来の幽霊が頭につけている死装束のような頭巾で、これを頭に付けて誰かへの怨みを強く念じると、その怨念が頭巾先端から煙のように立ち上って固まり、本人の姿の幽霊となる。
幽霊といえども、壁などをすり抜けられる以外に特別な力はないが、多様ないたずらで怨みの相手を翻弄する。怨みが晴れるとひとりでに消える。
なお、幽霊は生み出した本人にも制御できず、怨みを晴らすのに失敗すると怨念の対象が切り替わることがある。幽霊自体にも自意識があるらしく、自分で怨みを抱いてそれを晴らそうとする可能性もある。事実、のび太は自分で生み出した幽霊そのものに怨まれてしまった（怨みの対象だったスネ夫に笑い者にされ、恥をかかされた為）。

## うらめしドロップ
うらめしドロップは、「ユーレイ暮らしはやめられない」（てんとう虫コミックス第29巻に収録）に登場する。
このドロップを飲み、眠ると一時的に魂が体を離れ幽霊になることができる。人間だけでなく、ロボットであるドラえもんにも有効。幽霊になっている間は、壁をすり抜けることができる。その反面、物を持つなどの物理的な行動もできる。

## ウリッコ
ウリッコは、「ガラパ星からきた男」（てんとう虫コミックス第45巻に収録）に登場する。
未来デパートからドラえもんに送られてきたセールスロボット。
設定上はひみつ道具ではないのだが、『ドラえもんひみつ道具完全大事典』を始めとするひみつ道具の事典ではひみつ道具だとしている。

## ウルトラくすり
ウルトラくすりは、「写したものを出すカメラ」（藤子・F・不二雄大全集第18巻に収録）に登場する。
この薬を飲むと、身体が鉄のように硬くなる。

## ウルトラスーパーオールマイティワクチン
ウルトラスーパーオールマイティワクチンは、「宇宙戦艦のび太を襲う」（てんとう虫コミックス第43巻に収録）に登場する。
あらゆる伝染病に効果のある強力な万能ワクチン。地球上にない病原体をも退治することができる。劇中では、高熱を出したのび太を「お医者さんカバン」で診察し、体内で暴れている病原体を発見したドラえもんが、これを使って病原体を撃退している。
このワクチンが「お医者さんカバン」から出現した治療薬なのか、あるいはドラえもんが独自に取り出した道具（「お医者さんカバン」とは無関係の道具）なのかは、原作漫画の劇中で具体的に説明・描写されていないため不明（テレビアニメ第2作第1期についても同様だが、テレビアニメ第2作第2期では、明確に「ドラえもんが独自に取り出した道具」であるとされている）。
『ドラえもん最新ひみつ道具大事典』では、のび太がコンピュータウイルスに対して使用しようとしたが、ドラえもんは「（このワクチンは）人間にしか効果が無い」と語っていた（ただし原作漫画には、そのような設定及び描写は存在しない）。

## ウルトラスーパー電池
ウルトラスーパー電池（ウルトラスーパーでんち）は、「ウルトラスーパー電池」（てんとう虫コミックススペシャル『ドラえもんカラー作品集』第6巻に収録）に登場する。
外観はただの乾電池だが、電化製品の機能を格段に強化するパワーを持っている。たとえば懐中電灯に入れれば目が眩むほど眩しい光を放ち、ドライヤーに入れれば暴風が吹き出し、反動で空を飛んでしまうほど。本来乾電池動力でない家電製品などに入れることもでき、ドラえもんの中に入れることすらできる。

## ウルトラストップウォッチ
ウルトラストップウォッチは、「ウルトラストップウォッチ」（藤子・F・不二雄大全集第3巻に収録）、「ずらしんぼ」（てんとう虫コミックス第39巻に収録）、『ドラえもん のび太の日本誕生』に登場する。
この時計のボタンを押すと、時間を停止させることができる。作動時点で使用者のそばにいる者は、時間停止の影響を受けずに済む。基本的に「タンマウオッチ」と効果は変わらない。機能の違いとしては、タンマウオッチは「止まっている相手に触れても、その者の時間停止を解除できない」のに対し、ウルトラストップウォッチは「止まっている相手にウルトラストップウォッチ本体で触れることで、その者の時間停止を解除できる」という点である。
『大長編ドラえもん のび太の日本誕生』『映画ドラえもん 新・のび太の日本誕生』ではこの名称だが、『映画ドラえもん のび太の日本誕生』では「ウルトラタイムウォッチ」という名称で登場している。
また、上記の『大長編ドラえもん のび太の日本誕生』およびその派生作品に登場するギガゾンビは、タイムロックの状態を解除できる。

## ウルトラ・スペシャルマイティ・ストロングスーパーよろい
ウルトラ・スペシャルマイティ・ストロングスーパーよろいは、「ウルトラよろい」（てんとう虫コミックス第16巻に収録）にて登場する。
ドラえもん曰く、「着るとどんな災難からも守ってくれる。ただしばかには見えないし、着てもやくにたたない鎧」。
この道具はドラえもんの虚言であって、実際にはこの道具は存在しない。
ジャイアンにいじめられても自分で仕返しもできず、ドラえもんのひみつ道具ばかりを頼りにするのび太を見かねたドラえもんが『裸の王様』を参考に考えたもので、ドラえもんは本気にするとは思いもしていなかった。だが偶然が重なって、のび太もジャイアンも話の最後まで鎧が存在すると思い込んでいた。この時ドラえもんは正直に言えるはずもなく、戸惑っていた。
同じくドラえもんの虚言に登場する道具にシャラガムとラッキーやかんがある。

## ウルトラバランススキー
ウルトラバランススキーは、『ドラえもん のび太とブリキの迷宮』に登場する。
スキー板とストックのセット。ヤジロベエの原理の応用で、のび太のように運動神経の鈍い人間でも転ばずにスキーができる。また重力のコントロールにより、上り坂でもぐんぐん登ることができる。しかし使い方を誤ると際限なくスピードが出て制御不能になる危険性があり、事前の使用方法の確認は必須である。

## ウルトラミキサー
ウルトラミキサーは、「ウルトラミキサー」（てんとう虫コミックス第7巻に収録）に登場する。
2つのホースの先の吸盤にくっつけたものを1つに合成できる道具。なお物に限らず生物も合成できるが、意思を持つもの同士を合成した場合、1つの肉体に2つの心を持つこととなる。
以下、合成例。特筆性の高いものだけ、詳しく後述する
| 対象物1    | 対象物2                       | 産物 | 登場                   | 備考 |
| ---------- | ----------------------------- | --- | ---------------------- | --- |
| イヌ       | ネコ                          | 犬の体に猫の縞模様と髭と尻尾がある。「ワニャン」と鳴く。                                                          | 原作                   | |
| 骨董品の壷 | 浴槽                          | 壺の模様が付いた豪華な雰囲気の浴槽。 テレビアニメ第2作第1期では、入浴したのび助は豪華な気分に浸り過ぎてのぼせた。 | 原作                   | |
| ゴミ箱     | 掃除機                        | 巨大な掃除機。 | 原作                   | |
| テレビ     | タンス                        | 作品によって異なる（後述）                                                                                        | 原作                   | |
| アイロン   | トースター （ポップアップ型） | アイロンとしては変な形で使い難い。                                                                                | 原作                   | |
| 電動剃刀   | ライター                      | 対象物が作品によって異なる（後述）                                                                                | 原作                   | |
| 冷蔵庫     | トイレ （和式便所）           | 対象物が作品によって異なる（後述）                                                                                | 原作                   | |
| ドラえもん | 野比のび太                    | のびえもん（後述）                                                                                                | 原作                   | |
| ラジオ     | 電話                          | 詳しくは後述。 | テレビアニメ第2作第1期 | |
| 松の盆栽   | 梅の盆栽                      | | テレビアニメ第2作第2期 | |
| 電動剃刀   | ヘアドライヤー                | 対象物が作品によって異なる（後述）                                                                                | テレビアニメ第2作第2期 | 原作からの変更点 |
| 冷蔵庫     | トイレ （洋式便所）           | 対象物が作品によって異なる（後述）                                                                                | テレビアニメ第2作第2期 | 原作からの変更点 |
| 長靴       | 下駄                          | | テレビアニメ第2作第2期 | 原作扉絵にも登場。 |
| 大根       | イカ                          | | テレビアニメ第2作第2期 | |
| 凧         | 携帯ゲーム機                  | 詳しくは後述。 | テレビアニメ第2作第2期 | |
| ジャイアン | 自転車 （スネ夫の自転車）     | 詳しくは後述。 | テレビアニメ第2作第2期 | |
| のび太     | ドラえもん                    | のびえもん | - （不明）             | 上記のように変な合成をした罰に、おやつを半減されたために合成（本来ならおやつ抜きではあるが、親孝行をしたいのび太とドラえもんの内心は認めている）。一人当たりのおやつを減らさずに済んだが、上記の理由から2つの心の意見が食い違い「1人で喧嘩」になった。 別の道具の「合体のり」では、ドラえもんとのび太に、さらに源静香を含めた3人で合体しているが、「合体のり」で本作同様のびえもんになることができるかは不明。 |

### 合成後の名称が特段決められていないもの
テレビ＋タンス
原作では、タンスの裏面がテレビになっている（テレビアニメ第2作第1期ではタンスの扉の中にテレビがあり、テレビアニメ第2作第2期ではタンスの表面がテレビになっている）。のび助曰く「変な気持ち」。
電動剃刀との合体
原作では「電動剃刀＋ライター」。テレビアニメ第2作第2期では「電動剃刀＋ヘアドライヤー」。
のび助が知らずにヒゲを剃り、火が付いて顔を火傷した。テレビアニメ第2作第2期ではドライヤーだったので、風が出ただけで終わった。
冷蔵庫との合体
原作では「冷蔵庫＋トイレ（和式便所）」。テレビアニメ第2作第2期では「冷蔵庫＋トイレ（洋式便所）」。
トイレの内部に食品を収納する代物。食品衛生上の問題が大きそうな上に、トイレとしてはどう使うのか不明。
ラジオ＋電話
受話器を取って耳に当てるとラジオの放送が聞こえる。どう通話するのか、ラジオのチャンネルをどう調節するのかは不明。
凧＋携帯ゲーム機
凧がゲーム機のモニターになり、糸の先にゲームのコントローラーがついている。凧が高く飛んで見えにくくなるのでやりにくいのが難点。
ジャイアン＋自転車（スネ夫の自転車）
うつ伏せになったジャイアンに二つのタイヤとペダル、頭にはハンドルと自転車の飾りが付いている。実際に乗って走ることもできる。ベルはジャイアンが喋り、ジャイアンとしての意識もある。

## ウルトラリング
ウルトラリングは、「ウルトラリング」（てんとう虫コミックススペシャル『ドラえもんカラー作品集』第5巻に収録）に登場する。
この指輪をはめると凄まじい怪力が発揮できる。その力は、リングをつけた玉子がドラえもんの鼻のごみをはらったところ、ドラえもんが一気に野比家から空き地まで吹っ飛んでしまうほど。

## 運動神経コントローラー
運動神経コントローラー（うんどうしんけいコントローラー）は、「運動神経コントローラー」（てんとう虫コミックス第42巻に収録）に登場する。
人や動物をラジコンのように動かすことのできる道具。専用のアンテナを人や動物の頭に付けると、中枢神経を電波で刺激することによって、専用のコントローラーで思いのままに操ることができる。作中では明言されていないものの、操られている間、本人の意思は一時的に停止している可能性がある。